# Missy-sur-Aisne
Missy-sur-Aisne ist eine französische Gemeinde mit 628 Einwohnern (Stand: 1. Januar 2022) im Département Aisne in der Region Hauts-de-France (frühere Region: Picardie). Die Gemeinde gehört zum Arrondissement Soissons, zum Kanton Fère-en-Tardenois und zum Gemeindeverband Val de l’Aisne.

## Geographie
Die Gemeinde Missy-sur-Aisne mit den Ortsteilen Les Carreux, Les Cardots, Le Port und La Biza liegt rund elf Kilometer östlich von Soissons an der Aisne. Nachbargemeinden von Missy-sur-Aisne sind Chivres-Val im Norden, Condé-sur-Aisne im Osten, Sermoise und Venizel im Süden sowie Bucy-le-Long im Westen.

## Geschichte
Funde belegen eine Besiedlung bereits in gallorömischer Zeit. Frühe Zeugnisse bezeichnen den Ort als Minciacum. Der Ort wird mit der heiligen Radegundis, der Titularheiligen der Kirche, in Verbindung gebracht, die sich hierhin im 6. Jahrhundert geflüchtet haben soll und deren Reliquie 1428 nach Missy gebracht wurde.
1792 wurde ein Freiheitsbaum aufgestellt.

### Bevölkerungsentwicklung
| Jahr                       | 1962 | 1968 | 1975 | 1982 | 1990 | 1999 | 2006 | 2015 | 2022 |
| Einwohner                  | 297  | 320  | 384  | 522  | 597  | 667  | 698  | 648  | 628  |
| Quellen: Cassini und INSEE |      |      |      |      |      |      |      |      |      |

## Sehenswürdigkeiten
- Kirche Sainte-Radegonde aus dem 12. Jahrhundert, nach Kriegszerstörung 1919 als Monument historique klassifiziert[2]

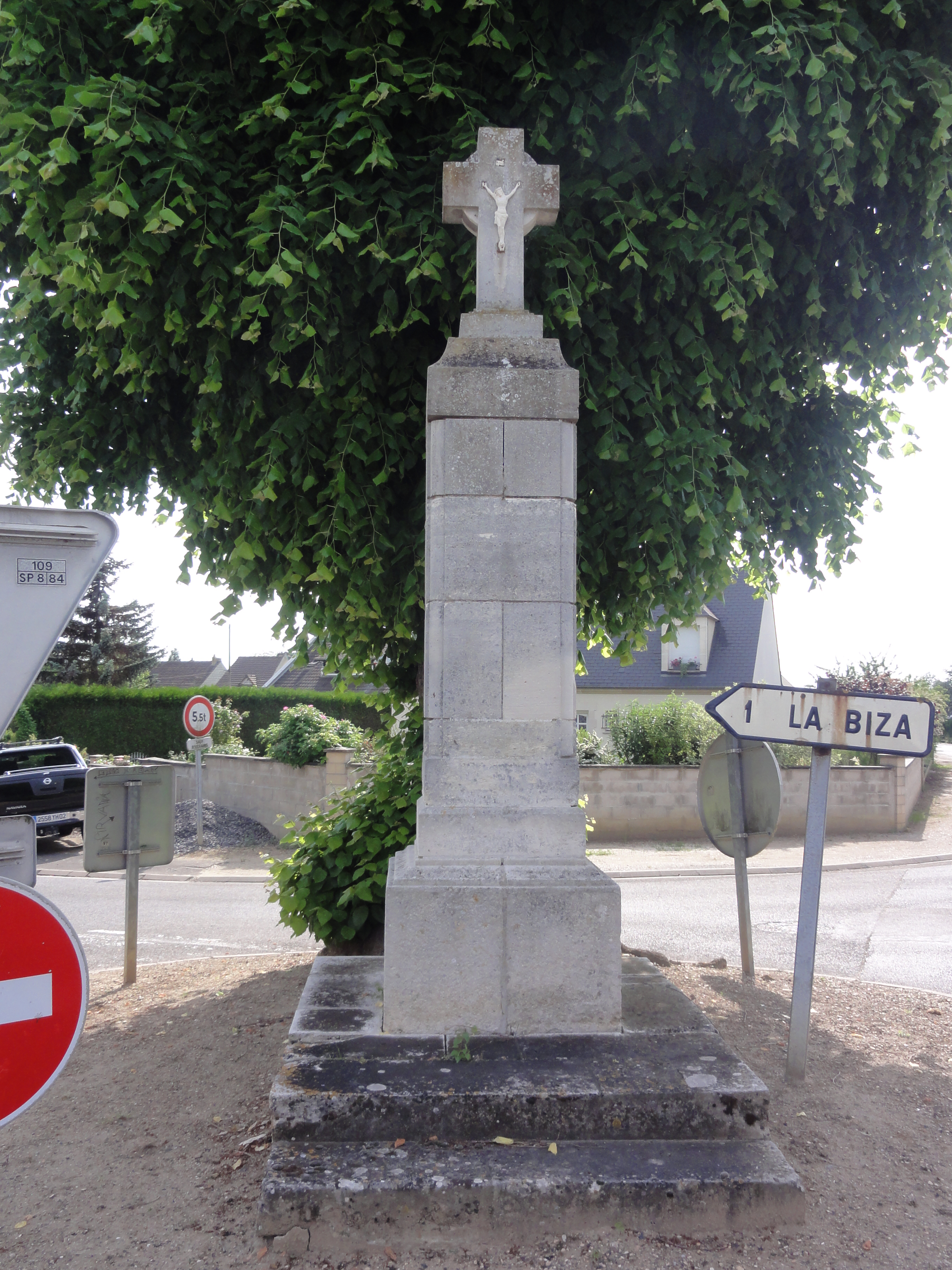
Wegkreuz

- Schloss Carreux (in Privatbesitz)
- Wegkreuz
- Gefallenendenkmal[3]